# Charles-François Marchal

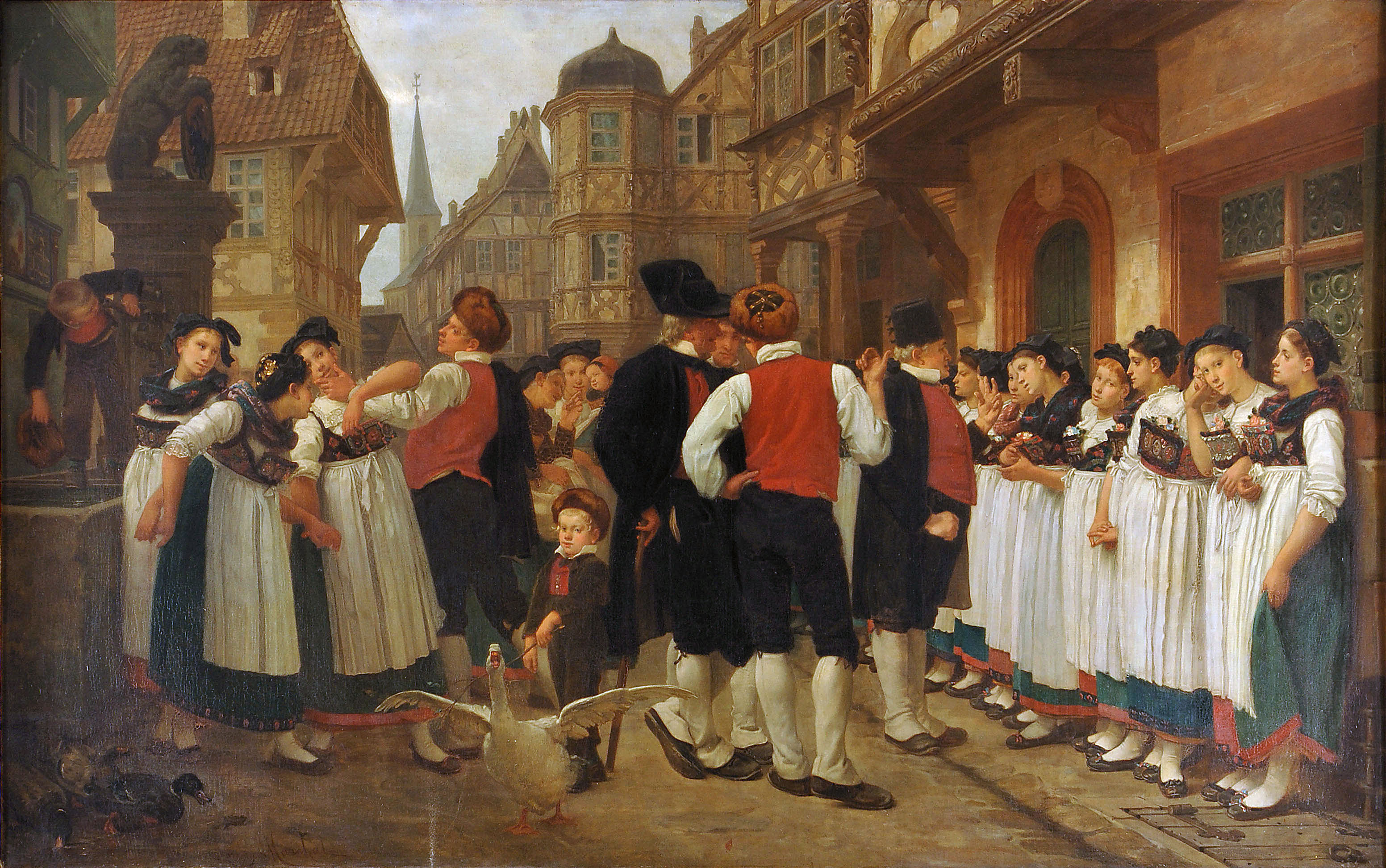
Pigmarknad i Bouxwiller.

Charles-François Marchal, född den 10 april 1826 i Paris, död där den 31 mars 1877, var en fransk målare.
Marchal, lärjunge av Drolling och Dubois, ägnade sig i början åt framställning av motiv ur det samtida parislivet (Masker, vilka efter en fastlagsbal möter barmhärtighetssystrar med mera), men vände sig sedan till skildring av livet i Elsass. "Hans landtliga scener derifrån äro", heter det i Nordisk familjebok, "sanna i rörelse och uttryck samt ega derjämte ofta en humoristisk eller känslofull anstrykning, som ökar deras behag." Av hans arbeten fanns förut i Luxembourgmuseet Luthers koral (unga bondflickor, som i morgonstunden sjunger utanför husen) och Pigmarknad i Bouxwiller.